# Couronne vallaire

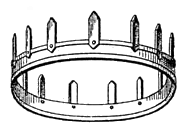
Représentation de la couronne vallaire (v. 1885)

Une couronne vallaire (en latin : corona vallaris) ou castrale (corona castrensis) est une récompense militaire de l'Antiquité romaine. On la décernait à celui qui avait pénétré dans le camp (le castrum) de l'ennemi retranché derrière une palissade (un vallum). Fabriquée en or, elle était ornée de pointes imitant des pieux de palissade.

## Galerie

Exemple de couronne vallaire
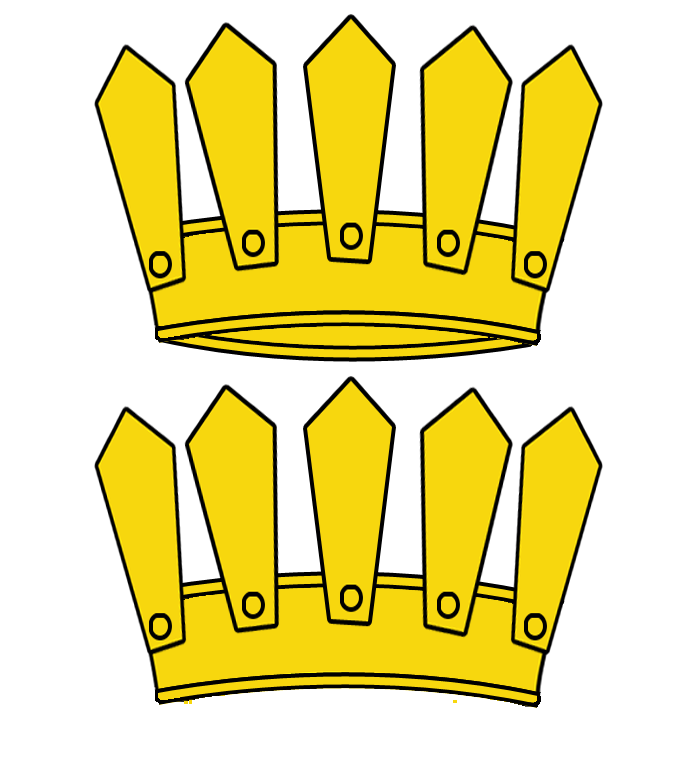
Couronnes vallaires (héraldique britannique)